# Toulon (Illinois)
Toulon – miasto w Stanach Zjednoczonych, w stanie Illinois, w hrabstwie Stark.